# James P. Allison
James P. Allison (ur. 7 sierpnia 1948 w Alice w stanie Teksas) – amerykański immunolog, dyrektor oddziału immunoterapii w MD Anderson Cancer Center przy Instytucie Nauk o Zdrowiu w Houston na University of Texas at Austin, laureat Nagrody Nobla w dziedzinie fizjologii lub medycyny w roku 2018 (wspólnie z Tasuku Honjo). 

## Życiorys
Urodzony w 1948 roku w Alice w Teksasie, był najmłodszym z trzech synów Alberta i Constance Allison. Matkę stracił w wieku 11 lat, gdy zmarła na raka. Za sprawą ojca laryngologa zainteresował się medycyną. W liceum odmówił brania udziału w lekcjach biologii z powodu nieuwzględnienia teorii ewolucji, w efekcie został zapisany na korespondencyjny kurs biologii na Uniwersytecie Teksańskim w Austin.
W 1969 roku uzyskał licencjat (Bachelor of Science) z mikrobiologii na University of Texas at Austin, a w 1973 roku doktorat z biologii na tej samej uczelni. W latach 1974–1977 pracował jako immunulog w Scripps Clinic and Research Foundation w La Jolla.
W 2012 roku przeszedł z Memorial Sloan Kettering Cancer Center w Nowym Jorku do MD Anderson Cancer Center.
Jego prace badawcze na Uniwersytecie Kalifornijskim w Berkeley w 1990 roku przyczyniły się do późniejszego odkrycia przeciwciała Ipilimumab.

## Nagrody i wyróżnienia
- Louisa Gross Horwitz Prize (2014)[4]
- Tang Prize (2014)[5]
- Breakthrough Prize in Life Sciences (2014)[6]
- Nagroda Laskera w dziedzinie klinicznych badań medycznych
- Nagroda Nobla w dziedzinie fizjologii lub medycyny (2018)